# Geiselreith
Geiselreith, früher auch Geußlreut, ist eine Ortschaft in der Gemeinde Aigen-Schlägl im Bezirk Rohrbach in Oberösterreich.

## Geographie

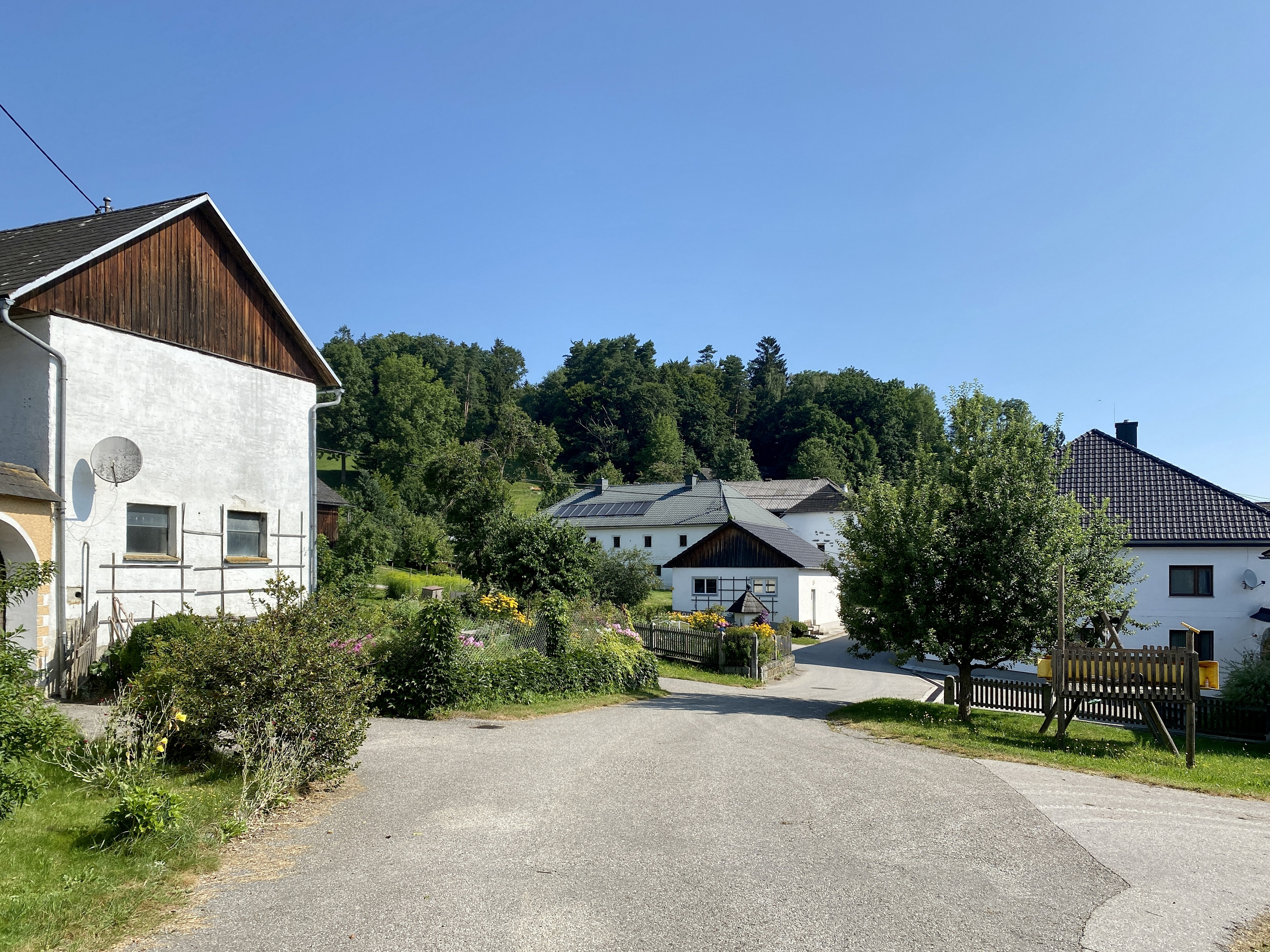
Ortszentrum von Geiselreith

Das Dorf Geiselreith befindet sich südlich des Gemeindehauptorts Aigen im Mühlkreis. Die Ortschaft umfasst 16 Adressen (Stand: 1. April 2020). Sie gehört zum Einzugsgebiet des Krenbachs.

## Geschichte
Die Ansiedlung kam 1312 durch ein Tauschgeschäft in den Besitz des Stifts Schlägl. Die römisch-katholische Pfarrzugehörigkeit von Geiselreith wechselte 1775, auf Anordnung von Fürstbischof Leopold Ernst von Firmian, von Rohrbach zu Aigen. Das Anwesen Scheim von Mathias Wöss wurde am 29. Juli 1933 durch einen Brand zerstört. Im Jänner 1952 wurde ein gemeindeeigener Löschteich in Geiselreith angelegt. Bis zur Gemeindefusion von Aigen im Mühlkreis und Schlägl am 1. Mai 2015 gehörte die Ortschaft zur Gemeinde Schlägl.

## Kultur und Sehenswürdigkeiten
Der Jakobsweg Oberes Mühlviertel führt durch das Dorf. Gleiches gilt für den  8,2 km langen Wanderweg Schlägler Rundweg und für die Wanderreitroute Böhmerwald – Große Mühl.